# Sky Las Vegas
Sky Las Vegas es un rascacielos de 152 metros (500 pies) en Las Vegas, Nevada. Su construcción empezó en el 2005 y terminó en 2007 con 45 pisos. Los arquitectos Klai Juba diseñaron el edificio, el ingeniero civil fue Keith Companies, la estructura fue diseñada por Lochsa Engineering, y los propietarios y desarrolladores son Nevada Development Partners. La torre tiene 409 unidades que rondan entre los $656,000 a $3,699,000. Actualmente es el 7.º rascacielos más alto en Las Vegas.